# Hirojuki Sanada
Hirojuki Sanada (japonsky 真田 広之, rodným jménem Hirojuki Šimozawa, japonsky 下澤 廣之, * 12. října 1960) je japonský herec. Získal řadu ocenění, včetně ceny Zlatý glóbus, dvou cen Primetime Emmy, televizní ceny Britské akademie, filmové ceny Japonské akademie, dvou filmových cen Hoči, filmové ceny Mainiči, tří cen Blue Ribbon pro nejlepšího herce, čtyř cen Kinema Junpo a ocenění z filmového festivalu v Jokohamě. V roce 2018 obdržel od japonské vlády Medaili cti s fialovou stuhou za svůj „umělecký rozvoj, zlepšení a úspěchy“ a v roce 2025 ho časopis Time označil za jednoho ze 100 nejvlivnějších lidí světa.
Sanada zahájil svou kariéru v polovině 60. let 20. století ve věku pěti let a byl chráněncem herce Sonnyho Čiby. Jako držitel černého pásu v kjokušin karate se zpočátku proslavil rolemi v japonských a hongkongských akčních filmech a později se etabloval jako dramatický herec. Mezinárodnímu publiku je nejvíce známý rolí Rjúdžiho Takajamy ve filmu Kruh (1998), kde hrál po boku Nanako Macušimy, která byla také jeho kolegyní v televizním dramatu Konna koi no hanaši z roku 1997. Jeho role Šaška v inscenaci Shakespearovy hry Král Lear (1999–2000) mu přinesla divadelní pozornost a vedla k jeho jmenování čestným členem Řádu britského impéria v roce 2002. Od roku 2000 si Sanada budoval svou hollywoodskou kariéru rolemi jako Seibei Igudži ve filmu Soumrak (2002), Udžio ve filmu Poslední samuraj (2003) a Kendži ve filmu Křižovatka smrti 3 - Tentokráte v Paříži (2007).
Mezi Sanadova vystoupení v hollywoodských filmech patří Sunshine (2007), Speed Racer (2008), Wolverine, 47 róninů (oba 2013), Minioni (2015), Život (2017), Avengers: Endgame (2019), Armáda mrtvých (2021), Mortal Kombat (2021), Bullet Train (2022) a John Wick: Kapitola 4 (2023). Objevil se také ve seriálu Ztraceni (2010) a v HBO seriálu Westworld (2018–2020). Za roli Jošiho Toranagy v historickém dramatickém seriálu stanice FX Šógun (2024) získal několik ocenění.

## Vyznamenání
- 2002 Čestný člen Řádu britského impéria[6]
- 2018 Medaile cti s fialovou stuhou[16]
- 2025 Člen žebříčku Time 100[17]

## Filmografie

### Filmy
| Rok  | Titul                                                                       | Role                        |
| ---- | --------------------------------------------------------------------------- | --------------------------- |
| 1966 | Rókjoku komoriuta (浪曲子守唄)                                              | Ken'iči Endó                |
| 1967 | Zoku Rókjoku komoriuta (続 浪曲子守唄)                                      | Ken'iči Endó                |
| 1967 | Šusse komoriuta (出世子守唄)                                                | Ken'iči Endó                |
| 1969 | Šin Abaširi Bangaiči: Saihate no nagaremono (新網走番外地 さいはての流れ者) | Šóiči                       |
| 1970 | Júkjó reccuden (遊侠列伝)                                                   | Ičiro Kawamata              |
| 1970 | Šowa zankjóden: Šindemoraimasu (昭和残侠伝 死んで貰います)                  | Jasuo Hanada                |
| 1974 | Čokugeki! Džigoku ken (直撃! 地獄拳)                                        | Mladý Rjúiči Kóga           |
| 1978 | Spiknutí klanu Jagjú (柳生一族の陰謀)                                       | Hajate                      |
| 1978 | Zpráva z vesmíru (宇宙からのメッセージ)                                     | Širó Hongó                  |
| 1979 | Válka samurajů (真田幸村の謀略)                                             | Isa Njudó Mijóši            |
| 1979 | Časový posun (戦国自衛隊)                                                   | Takeda Kacujori             |
| 1979 | Tonda kappuru (翔んだカップル)                                              | Hošida                      |
| 1979 | Šógunovi nindžové (忍者武芸帖 百地三太夫)                                   | Takamaru Momoči             |
| 1981 | Makai tenšó (魔界転生)                                                      | Iga no Kirimaru             |
| 1981 | Ve znamení draka (吼えろ鉄拳)                                               | Džódži Hibiki/Tóru Hinohara |
| 1981 | Bókenša kamikaze (冒険者カミカゼ -ADVENTURER KAMIKAZE-)                     | Akira Hošino                |
| 1981 | Zápas nad propastí (燃える勇者)                                             | Joe                         |
| 1982 | Dótonborigawa (道頓堀川)                                                    | Kunihiko Jasuoka            |
| 1982 | Rjú no nindža (龍之忍者)                                                    | Genbu                       |
| 1982 | Pochodová píseň z Kamaty (蒲田行進曲)                                       | Sám sebe                    |
| 1982 | Iga ninpoucho (伊賀忍法帖)                                                  | Džótaró                     |
| 1983 | Igano Kabamaru (伊賀野カバ丸)                                               | Šizune Medžiro              |
| 1983 | Satomi hakkenden (里見八犬伝)                                               | Šinbej Inu-e                |
| 1984 | Irodorigawa (彩り河)                                                        | Džódži Tanaka               |
| 1984 | Kótaró makari-tóru! (コータローまかりとおる！)                              | Tacuja Jošioka              |
| 1984 | Mahjong hóróki (麻雀放浪記)                                                 | Tecu Bója                   |
| 1985 | Božský meč (カムイの剣)                                                     | Džiro (hlas)                |
| 1986 | Kataku no hito (火宅の人)                                                   | Čúja Nakahara               |
| 1986 | Inujini sesi mono (犬死にせしもの)                                          | Šigesa                      |
| 1986 | Kjabare (キャバレー)                                                        | Tanokura                    |
| 1986 | Red Force 1: Při výkonu služby (皇家戰士)                                   | Kendži "Peter" Jamamoto     |
| 1987 | Hissacu 4: Urami harašimasu (必殺IV 恨みはらします)                         | Ukjónosuke Okuda            |
| 1988 | Kaitó Ruby (快盗ルビイ)                                                     | Tóru Hajaši                 |
| 1989 | Dotči ni suru no (どっちにするの。)                                         | Džun Jamamoto               |
| 1990 | Rimeinzu: Ucukušiki júšatači (リメインズ_美しき勇者たち)                    | Eidži                       |
| 1990 | Bjóin e ikó (病院へ行こう)                                                  | Kóhei Šintani               |
| 1990 | Cugumi (つぐみ)                                                             | Kjóiči                      |
| 1992 | Keišó sakazuki (継承盃)                                                     | Masakazu Jošinari           |
| 1992 | Jamai wa kikara: Bjóin e ikó 2 (病は気から 病院へ行こう2)                   | Ičiró Katakura              |
| 1993 | Bokura wa minna ikiteiru (僕らはみんな生きている)                           | Keiči Takahaši              |
| 1993 | Nemuranai Mači: Šindžuku Same (眠らない街 新宿鮫)                           | Takaši Samedžima            |
| 1994 | Kowagaru hitobito (怖がる人々)                                              | Muž                         |
| 1994 | Hero Interview (ヒーローインタビュー)                                       | Džinta Todoroki             |
| 1994 | Čúšingura gaiden jocuja kaidan (忠臣蔵外伝 四谷怪談)                        | Takumi-no-kami Asano        |
| 1994 | 119 (119)                                                                   | Člen centrály               |
| 1995 | Šaraku (写楽)                                                               | Tonbo                       |
| 1995 | East Meets West                                                             | Kenkiči Kamidžó             |
| 1995 | Emergency Call (緊急呼出し エマージェンシー・コール)                        | Hidejuki Harada             |
| 1998 | Kruh (リング)                                                               | Rjúdži Takajama             |
| 1998 | Spirála (らせん)                                                            | Rjúdži Takajama             |
| 1998 | D-zaka no sacudžin džiken (D坂の殺人事件)                                   | Seičiró Fukija              |
| 1998 | Tadon to Čikuwa (たどんとちくわ)                                            | Asami                       |
| 1999 | Kruh 2 (リング2)                                                            | Rjúdži Takajama             |
| 2000 | Hacu koi (はつ恋)                                                           | Šiničiró Fudžiki            |
| 2001 | Minna no ie (みんなのいえ)                                                  | Barman                      |
| 2001 | Majonaka made (真夜中まで)                                                  | Kódži Morijama              |
| 2001 | Geomant (陰陽師)                                                            | Dóson                       |
| 2002 | Sukedačija sukeroku (助太刀屋助六)                                          | Sukeroku Sukedačija         |
| 2002 | Soumrak (たそがれ清兵衛)                                                    | Seibei Iguči                |
| 2003 | Poslední samuraj                                                            | Udžio                       |
| 2005 | Bókoku no Aegis (亡国のイージス)                                            | Hisaši Sengoku              |
| 2005 | Bílá hraběnka                                                               | Macuda                      |
| 2005 | Úpis (無極)                                                                 | Generál Guangming           |
| 2007 | Sunshine                                                                    | Kaneda                      |
| 2007 | Křižovatka smrti 3 - Tentokráte v Paříži                                    | Kendži                      |
| 2008 | Speed Racer                                                                 | Pan Muša                    |
| 2009 | Osudové město                                                               | Pete                        |
| 2012 | Šógunův astronom (天地明察)                                                 | Vypravěč                    |
| 2013 | Wolverine                                                                   | Šingen Jašida               |
| 2013 | Koleje osudu                                                                | Takaši Nagase               |
| 2013 | 47 róninů                                                                   | Óiši Jošio                  |
| 2015 | Pan Holmes                                                                  | Tamiki Umezaki              |
| 2015 | Minioni                                                                     | Dumo the Sumo (hlas)        |
| 2017 | Život                                                                       | Šo Murakami                 |
| 2018 | The Catcher Was a Spy                                                       | Kawabata                    |
| 2019 | Avengers: Endgame                                                           | Akihiko                     |
| 2020 | Minamata                                                                    | Micuo Jamazaki              |
| 2021 | Mortal Kombat                                                               | Hanzo Hasaši / Škorpion     |
| 2021 | Armáda mrtvých                                                              | Bly Tanaka                  |
| 2022 | Bullet Train                                                                | Juičiho otec                |
| 2023 | John Wick: Kapitola 4                                                       | Šimazu Kódži                |
| 2025 | Mortal Kombat 2                                                             | Hanzo Hasaši / Škorpion     |

### Televize
| Rok          | Titul | Role                     |
| ------------ | --- | ------------------------ |
| 1966         | Hyoten (氷点) |                          |
| 1966         | Tecudó kóan sandžúroku-gó (鉄道公安36号) |                          |
| 1967         | Tokubecu Kidó Sósat-tai (特別機動捜査隊) |                          |
| 1968–69      | Ahirugaoka 77 (あひるヶ丘77) | Tahei Danno              |
| 1970         | Mito Kómon (水戸黄門) | Kanta                    |
| 1970–73      | Key Hunter (キイハンター) |                          |
| 1975         | The Gorilla Seven (ザ★ゴリラ7) |                          |
| 1977         | J.A.K.Q. Dengekitai (ジャッカー電撃隊) | Katsuja Nakajama         |
| 1977         | Shinkansen Kóankan (新幹線公安官) | Jasuo                    |
| 1978–79      | Uču kara no Messeidži: Ginga Taisen (宇宙からのメッセージ・銀河大戦)                                                                          | Hajato Gen/Maboroši      |
| 1978–79      | Spiknutí klanu Jagjú (柳生一族の陰謀) | Hjóma Hattori Sasuke     |
| 1978         | Šičinin no keidži (七人の刑事) |                          |
| 1979         | Yošimune Hjóbanki Abarenbó Šógun (吉宗評判記 暴れん坊将軍)                                                                                    | Otome Moroki             |
| 1980         | Roar! Doberman Cop (爆走！ドーベルマン刑事)                                                                                                   | Hiroši Sawaki            |
| 1980–81      | Jagjú abare tabi (柳生あばれ旅) | Matahei                  |
| 1981–82      | Kage no Gundan II (影の軍団II) | Hajate Kozó              |
| 1982         | Kage no Gundan III (影の軍団III) | Sasuke                   |
| 1982–83      | Jagjúdžúbé abare tabi (柳生十兵衛あばれ旅) | Matahei                  |
| 1984         | Subarašiki Sákasu Jaró (素晴らしきサーカス野郎)                                                                                               | Cuyoši Satomi            |
| 1984         | Čódenši Bioman (超電子バイオマン) | Ken Hajase               |
| 1985         | Kage no gundan IV (影の軍団IV) | Kacu Rintaró             |
| 1985         | Sošite Sensó ga Owatta (そして戦争が終った)                                                                                                   | Tecutaró Suzuki          |
| 1985         | Kamen no Nindža Akakage (仮面の忍者赤影) | Gendži                   |
| 1985         | Kage no gundan: Bakumacu-hen (影の軍団 幕末編)                                                                                                | Kacu Rintaró             |
| 1986         | Interviewer Saeko: Modoranai Tabi e (インタビュアー・冴子 〜もどらない旅へ〜)                                                                 |                          |
| 1987         | Dókjúsei wa Júsan-sai (同級生は13歳) | Kenkó Inawaširo          |
| 1987         | Dokuganrjú Masamune (独眼竜政宗) | Macudaira Tadateru       |
| 1987         | Sweet Memories (松田聖子のスイート・メモリーズ)                                                                                               | Kijoši Išihara           |
| 1987         | Ore to Aneki (俺と姉貴) |                          |
| 1988         | Tokugawa Iejasu (徳川家康) | Išida Micunari           |
| 1988         | New York Koi Monogatari (ニューヨーク恋物語)                                                                                                  | Masahiro Sakairi         |
| 1988         | Anata ga Daisuki (あなたが大好き) | Seiči                    |
| 1989         | Oda Nobunaga (織田信長) | Tokugawa Iejasu          |
| 1989         | Sakamoto Rjóma (坂本龍馬) | Sakamoto Rjóma           |
| 1990         | Šingo džúban šóbu (新吾十番勝負) | Aoi Šingo                |
| 1991         | Taiheiki (太平記) | Ašikaga Takaudži         |
| 1991         | Zoku Kamata Kóšinkjoku Gin-čan ga Iku (続・蒲田行進曲 銀ちゃんが行く)                                                                         |                          |
| 1992         | Seiteki Mokuši Roku (性的黙示録) | Micuo Wada               |
| 1992         | Seizoroi Šimizu Ikka: Džiročo Uridasu (勢揃い清水一家 次郎長売り出す)                                                                         | Šinja no Asakiči         |
| 1993         | Tenka o Totta Tojotomi Hidejoši (天下を獲った男 豊臣秀吉)                                                                                     | Azai Nagamasa            |
| 1993         | Kókó kjóši (高校教師) | Takao Hamura             |
| 1994         | Boku ga Kanodžo ni, Šakin o Šita Rijú (僕が彼女に、借金をした理由。)                                                                          | Kunihiko Jamanobe        |
| 1995         | Abe ičizoku (阿部一族) | Matašičiró Emoto         |
| 1995         | Seija no Kiseki Seija ga Mači ni Jate Kuru: Santa Claus is Coming to Town (聖夜の奇跡 聖者が街にやってくる -Santa Claus is Coming to town-」) | Júdži Nonomura           |
| 1996         | Hidejoši (秀吉) | Išida Micunari           |
| 1997         | Šin Hanšiči Torimonočo (新・半七捕物帳) | Hanšiči                  |
| 1997         | Konna koi no hanaši (こんな恋のはなし) | Šúičiró Harašima         |
| 1998         | Sono Otoko na Kjófu (その男の恐怖) | Keisuke Kišikawa         |
| 1998         | Tabloid (タブロイド) | Tošihito Manabe          |
| 1999         | Keidži-tači no Nacu (刑事たちの夏) | Kazuki Kurokawa          |
| 1999         | Furuhata Ninzaburó (古畑任三郎) | Kazuo Jura               |
| 1999         | Kujira o Mita hi (鯨を見た日) | Tamio Óba                |
| 2001         | Hikon kazoku (非婚家族) | Jósuke Matoba            |
| 2004         | Locked-in Syndrome (ロックド・イン症候群) | Šunsuke Kósaka           |
| 2010         | Ztraceni | Dogen                    |
| 2011–12      | Pomsta | Satoši Takeda            |
| 2014–15      | Helix | Doktor Hiroši Hatake     |
| 2014         | Extant | Hideki Jasumoto          |
| 2016         | Poslední loď | Takehaja                 |
| 2018         | Westworld | Musaši                   |
| 2020         | Westworld | Dolores "Sato" Abernathy |
| 2021         | Hawkeye | Akihiko                  |
| 2024–present | Šógun | Tokugawa Iejasu          |

## Ocenění a nominace
| Ocenění                           | Rok  | Kategorie                                                     | Dílo                                                                                  | Výsledek  | Ref.          |
| --------------------------------- | ---- | ------------------------------------------------------------- | ------------------------------------------------------------------------------------- | --------- | ------------- |
| Astra TV Awards                   | 2024 | Nejlepší herec v dramatickém seriálu na streamovací platformě | Šógun                                                                                 | vítězství | [ 18 ]        |
| Blue Ribbon Awards                | 1993 | Nejlepší herec                                                | Bokura wa minna ikiteiru Nemuranai Mači: Šindžuku Same                                | vítězství | [ 19 ]        |
| Blue Ribbon Awards                | 1995 | Nejlepší herec                                                | Šaraku East Meets West Emergency Call                                                 | vítězství | [ 20 ]        |
| Blue Ribbon Awards                | 2005 | Nejlepší herec                                                | Bókoku no Aegis                                                                       | vítězství | [ 21 ]        |
| Camerimage                        | 2024 | Nejlepší herecký výkon v televizním seriálu                   | Šógun                                                                                 | vítězství | [ 22 ]        |
| Critics' Choice Television Awards | 2025 | Nejlepší herec v dramatickém seriálu                          | Šógun                                                                                 | vítězství | [ 23 ]        |
| Zlatý glóbus                      | 2025 | Nejlepší mužský herecký výkon v seriálu                       | Šógun                                                                                 | vítězství | [ 24 ]        |
| Gotham TV Awards                  | 2024 | Vynikající výkon v miniseriálu                                | Šógun                                                                                 | nominace  | [ 25 ]        |
| Filmové ceny Hoči                 | 1988 | Nejlepší herec                                                | Kaitó Ruby                                                                            | vítězství | [ 26 ]        |
| Filmové ceny Hoči                 | 1995 | Nejlepší herec                                                | Šaraku East Meets West Emergency Call                                                 | vítězství | [ 27 ]        |
| Filmové ceny Japonské akademie    | 1982 | Objev roku                                                    | Makai Tenšó Ve znamení draka Bókenša kamikaze                                         | nominace  | [ 28 ]        |
| Filmové ceny Japonské akademie    | 1985 | Vynikající výkon herce v hlavní roli                          | Mahjong hóróki Irodorigawa Satomi hakkenden                                           | nominace  | [ 29 ]        |
| Filmové ceny Japonské akademie    | 1991 | Vynikající výkon herce v hlavní roli                          | Cugumi Bjóin e ikó Rimeinzu: Ucukušiki júšatači                                       | nominace  | [ 30 ]        |
| Filmové ceny Japonské akademie    | 1994 | Vynikající výkon herce v hlavní roli                          | Nemuranai Mači: Šindžuku Same Bokura wa minna ikiteiru                                | nominace  | [ 31 ]        |
| Filmové ceny Japonské akademie    | 2003 | Vynikající výkon herce v hlavní roli                          | Soumrak                                                                               | vítězství | [ 32 ] [ 33 ] |
| Filmové ceny Japonské akademie    | 2006 | Vynikající výkon herce v hlavní roli                          | Bókoku no Aegis                                                                       | nominace  | [ 34 ]        |
| Ceny Kinema Junpo                 | 1989 | Nejlepší herec                                                | Kaitó Ruby                                                                            | vítězství |               |
| Ceny Kinema Junpo                 | 1994 | Nejlepší herec                                                | Nemuranai Mači: Šindžuku Same Bokura wa minna ikiteiru                                | vítězství |               |
| Ceny Kinema Junpo                 | 1996 | Nejlepší herec                                                | Šaraku East Meets West Emergency Call                                                 | vítězství |               |
| Ceny Kinema Junpo                 | 2003 | Nejlepší herec                                                | Soumrak Sukedačija sukeroku                                                           | vítězství |               |
| Filmové ceny Mainiči              | 2003 | Nejlepší herec                                                | Soumrak Sukedačija sukeroku                                                           | vítězství |               |
| Ceny Primetime Emmy               | 2024 | Vynikající dramatický seriál                                  | Šógun                                                                                 | vítězství | [ 35 ]        |
| Ceny Primetime Emmy               | 2024 | Nejlepší mužský herecký výkon v dramatickém seriálu           | Šógun                                                                                 | vítězství | [ 36 ]        |
| Ceny Asociace televizních kritiků | 2024 | Individuální ocenění v dramatu                                | Šógun                                                                                 | nominace  | [ 37 ]        |
| Filmový festival v Jokohamě       | 1989 | Nejlepší herec                                                | Kaitó Ruby                                                                            | vítězství | [ 38 ]        |
| Filmový festival v Jokohamě       | 1994 | Nejlepší herec                                                | Nemuranai Mači: Šindžuku Same Bokura wa minna ikiteiru Jamai wa kikara: Bjóin e ikó 2 | vítězství | [ 39 ]        |